# NHL (série de jeux vidéo)
Pour les articles homonymes, voir NHL.
 (juillet 2015).
Si vous disposez d'ouvrages ou d'articles de référence ou si vous connaissez des sites web de qualité traitant du thème abordé ici, merci de compléter l'article en donnant les références utiles à sa vérifiabilité et en les liant à la section « Notes et références ».

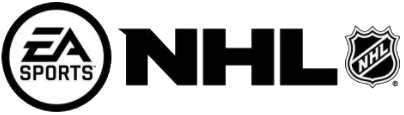

NHL est une série de jeux vidéo de hockey sur glace développée par EA Sports depuis 1991. La série est sous la licence de la Ligue nationale de hockey (LNH). Les jeux sont principalement basés sur les équipes et les joueurs de la Ligue nationale de hockey.

## Série
| Titre           | Année | Plate-forme                                                                               |
| --------------- | ----- | ----------------------------------------------------------------------------------------- |
| NHL Hockey      | 1991  | Mega Drive/Genesis                                                                        |
| NHLPA Hockey 93 | 1992  | Mega Drive/Genesis, Super Nintendo                                                        |
| NHL Hockey 94   | 1993  | Mega Drive/Genesis, Sega Mega CD, Super Nintendo, DOS (sous le titre "NHL Hockey")        |
| NHL 95          | 1994  | DOS, Mega Drive/Genesis, Super Nintendo, Game Boy, Game Gear (sous le titre "NHL Hockey") |
| NHL 96          | 1995  | DOS, Mega Drive/Genesis, Super Nintendo, Game Boy                                         |
| NHL 97          | 1996  | Mega Drive/Genesis, PlayStation, Saturn, Super Nintendo, Windows                          |
| NHL 98          | 1997  | Mega Drive/Genesis, PlayStation, Saturn, Super Nintendo, Windows                          |
| NHL 99          | 1998  | Nintendo 64, PlayStation, Windows                                                         |
| NHL 2000        | 1999  | Game Boy Color, PlayStation, Windows                                                      |
| NHL 2001        | 2000  | PlayStation 2, PlayStation, Windows                                                       |
| NHL 2002        | 2001  | Game Boy Advance, PlayStation 2, Xbox, Windows                                            |
| NHL 2003        | 2002  | GameCube, PlayStation 2, Xbox, Windows                                                    |
| NHL 2004        | 2003  | GameCube, PlayStation 2, Xbox, Windows                                                    |
| NHL 2005        | 2004  | GameCube, PlayStation 2, Xbox, Windows                                                    |
| NHL 06          | 2005  | GameCube, PlayStation 2, Xbox, Windows                                                    |
| NHL 07          | 2006  | Xbox 360, PlayStation 2, PlayStation Portable, Xbox, Windows                              |
| NHL 08          | 2007  | PlayStation 3, Xbox 360, PlayStation 2, Windows                                           |
| NHL 09          | 2008  | PlayStation 3, Xbox 360, PlayStation 2, Windows                                           |
| NHL 10          | 2009  | PlayStation 3, Xbox 360                                                                   |
| NHL 11          | 2010  | PlayStation 3, Xbox 360                                                                   |
| NHL 12          | 2011  | PlayStation 3, Xbox 360                                                                   |
| NHL 13          | 2012  | PlayStation 3, Xbox 360                                                                   |
| NHL 14          | 2013  | PlayStation 3, Xbox 360                                                                   |
| NHL 15          | 2014  | PlayStation 3, PlayStation 4, Xbox 360, Xbox One                                          |
| NHL 16          | 2015  | PlayStation 4, Xbox One                                                                   |
| NHL Legacy      | 2015  | PlayStation 3, Xbox 360                                                                   |
| NHL 17          | 2016  | PlayStation 4, Xbox One                                                                   |
| NHL 18          | 2017  | PlayStation 4, Xbox One                                                                   |
| NHL 19          | 2018  | PlayStation 4, Xbox One                                                                   |
| NHL 20          | 2019  | PlayStation 4, Xbox One                                                                   |
| NHL 21          | 2020  | PlayStation 4, Xbox One                                                                   |
| NHL 22          | 2021  | PlayStation 4, PlayStation 5, Xbox One, Xbox Series X/S                                   |
| NHL 23          | 2022  | PlayStation 4, PlayStation 5, Xbox One, Xbox Series X/S                                   |
| NHL 24          | 2023  | PlayStation 4, PlayStation 5, Xbox One, Xbox Series X/S                                   |
| NHL 25          | 2024  | PlayStation 5, Xbox Series X/S                                                            |